# Duża Sowa
Duża Sowa – schron jaskiniowy we wsi Kobylany, w gminie Zabierzów  w powiecie krakowskim. Znajduje się w Postrzępionej Turni w lewym zboczu Doliny Kobylańskiej. Pod względem geograficznym jest to obszar Wyżyny Olkuskiej wchodzący w skład Wyżyny Krakowsko-Częstochowskiej.

## Opis jaskini
Schronisko ma tylko jeden trudno dostępny otwór w północno-zachodniej ścianie Postrzępionej Turni. Znajduje się on około 6 m powyżej jej podstawy i ma rozmiar 2 × 2,5 m. Zaraz za otworem znajduje się niewielka salka z progiem o wysokości 1,3 m. Za progiem tym znajduje się półka.
Jest to schronisko wytworzone w wapieniach górnej jury. Jest w pełni oświetlone. Dno pokryte drobnym rumoszem i zwietrzeliną. Na ścianach grzybkowate nacieki i mleko wapienne.

## Historia poznania
Duża Sowa znana jest od dawna. Pierwsze potwierdzone jej zwiedzenie; T. Marcinkiewicz i K. Paszucha w 1938 roku. W literaturze po raz pierwszy wzmiankowali ją K. Baran. i T. Opozda w 1983 r. Pomierzyli ją J. Nowak i J. Ślusarczyk 21 czerwca 2003 r, w tym też terminie sporządził jej dokumentację J. Nowak.
W 1969 r. T. Szklarczyk i R. Urbańczyk zebrali znalezione w schronisku fragmenty kości i ceramiki. Zbadane zostały przez Zakład Zoologii Systematycznej i Doświadczalnej PAN i Muzeum Archeologii w Krakowie. Według ich ekspertyzy fragmenty ceramiki pochodziły ze średniowiecza. Do 1979 r. zebrano całe namulisko schroniska i jego półki, aż do litej skały. Miało grubość kilkudziesięciu cm i znaleziono w nim oprócz gruzu i próchnicy liczne fragmenty kości sów. Najprawdopodobniej były to puchacze. Sądząc z liczby fragmentów kostnych zamieszkiwały one w tym schronisku przez kilkaset lat.
W Postrzępionej Turni jest jeszcze jaskinia Dziupla w Postrzępionej Turni, mająca otwór w ścianie południowo-wschodniej.